# Mustafa I
Mustafa I, detto il Pazzo (مصطفى الأول in arabo, I. Mustafa in turco; Costantinopoli, 1600/1602 – Istanbul, 20 gennaio 1639), fu sultano dell'Impero ottomano dal 1617 al 1618 e dal 1622 al 1623.

## Biografia
Fratellastro di Ahmed I (regno 1603-1617), era figlio di Mehmed III e Halime Hatun, una donna di origine abkhaza.
Prima del 1603 era consuetudine per un sultano ottomano far giustiziare i suoi fratelli poco dopo aver guadagnato il trono (il padre di Mustafa, Mehmed III aveva giustiziato 19 dei suoi fratelli). Ma quando il tredicenne Ahmed I fu incoronato nel 1603, risparmiò la vita al fratellastro Mustafa, che non aveva più di tre anni.
Mustafa I viene descritto dalle fonti come mentalmente ritardato, o almeno nevrotico, e la sua presenza nel Palazzo Topkapı non fu mai più che decorativa nelle cerimonie di corte. Durante il regno di suo fratello, venne tenuto confinato nelle sue stanze e praticamente prigioniero per 14 anni.
Nel 1618 venne deposto in favore del suo giovane nipote Osman II (1618-1622), ma dopo l'assassinio di quest'ultimo nel 1622 risalì al trono e vi rimase per un altro anno. Venne infine deposto e imprigionato dal fratellastro di Osman II, Murad IV (1623-1640). Mustafa I morì 16 anni dopo.

## Cultura popolare
- Nella serie TV storica turca Il secolo magnifico: Kösem, Mustafa I è interpretato dagli attori Cüneyt Uzunlar (da bambino), Boran Kuzum (giovane adulto) e Alihan Turkdemir (anziano).